# 厄尔河畔加雷讷
厄尔河畔加雷讷（法語：Garennes-sur-Eure，法語發音：[ɡaʁɛn syʁ œʁ]）是法国厄尔省的一个市镇，属于埃夫勒区。

## 地理
厄尔河畔加雷讷（48°54'39"N, 1°26'22"E）面积10.52 平方千米，位于法国诺曼底大区厄尔省，该省份为法国北部内陆省份，北起滨海塞纳省，西接奧恩省和卡爾瓦多斯省，南至厄尔-卢瓦省，东临瓦兹省、瓦兹河谷省和伊夫林省。
与厄尔河畔加雷讷接壤的市镇（或旧市镇、城区）包括：比埃伊、拉库蒂尔-布塞、伊夫里拉巴塔耶、讷伊、拉绍塞迪夫里。

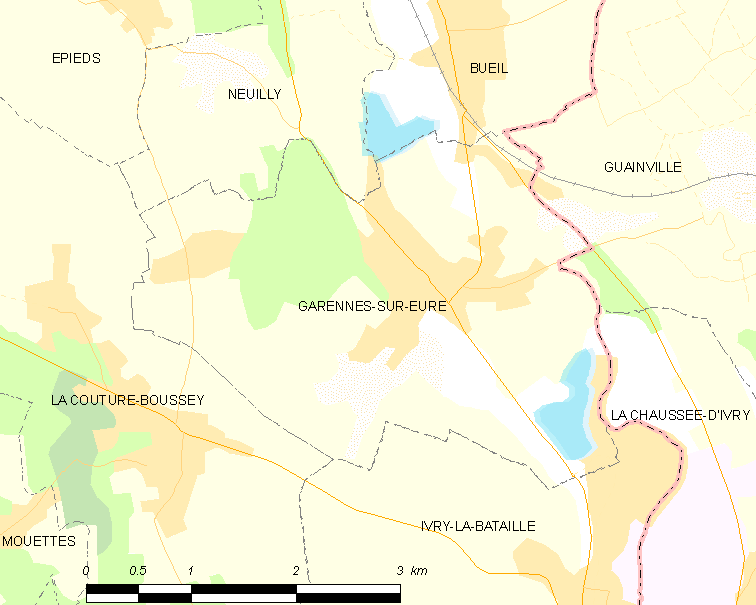
厄尔河畔加雷讷的OSM定位图

厄尔河畔加雷讷的时区为UTC+01:00、UTC+02:00（夏令时）。

## 行政
厄尔河畔加雷讷的邮政编码为27780，INSEE市镇编码为27278。

## 政治
厄尔河畔加雷讷所属的省级选区为圣安德烈德勒尔县。

## 人口

1962-2008年间厄尔河畔加雷讷人口变化图示

厄尔河畔加雷讷于2022年1月1日时的人口数量为2024人。